# Rebutia friedrichiana
Rebutia friedrichiana Rausch, 1976, es una especie fanerógama perteneciente a la familia de las Cactaceae. Actualmente se considera un sinónimo de Aylostera pygmaea.

## Distribución
Es endémica de Bolivia. Es una especie inusual en las colecciones.

## Descripción
Es una planta perenne carnosa, globosa  de color verde armada de espinos  y  con las flores de color rojo y naranja.